# یوتا شیموکاوا
یوتا شیموکاوا (انگلیسی: Yota Shimokawa؛ زادهٔ ۷ سپتامبر ۱۹۹۵) بازیکن فوتبال اهل ژاپن است.
از باشگاه‌هایی که در آن بازی کرده‌است می‌توان به باشگاه فوتبال ماتسوموتو یاماگا اشاره کرد.